# واتسواف
واتسواف (لهستانی: Wacław) ممکن است یکی از موارد زیر باشد:
- واتسواف کوخار
- واتسواف شرپینسکی
- واتسواف شاموتووی

```

```